# Dynamo-3 Kijów
Dynamo-3 Kijów (ukr. Футбольний клуб «Динамо-3» Київ, Futbolnyj Kłub "Dynamo-3" Kyjiw) – ukraiński klub piłkarski z siedzibą w Kijowie
Jest trzecim zespołem klubu Dynamo Kijów.
Klub nie może występować w rozgrywkach Pucharu Ukrainy. 
Do 2008 roku występował w rozgrywkach ukraińskiej Drugiej Lihi.

## Historia
Chronologia nazw:
- 1997—...: Dynamo-3 Kijów (ukr. «Динамо-3» Київ)

Klub Dynamo-3 Kijów zaczął występować w rozgrywkach Drugiej Lihi od sezonu 1997/98. Zgodnie regulaminu klub nie może awansować do Pierwszej Lihi tak jak tam już gra II zespół klubu Dynamo Kijów. Po zakończeniu sezonu 2007/08 klub zrezygnował z dalszych występów. Jego miejsce w Drugiej Lidze zajął MFK Mikołajów.

## Sukcesy
Ukraina
- 2. miejsce w Pierwszej Lidze (1x):

1997/98

## Inne
- Dynamo Kijów